# Roberta Taylor
Roberta Alexandra Mary Taylor (* 26. Februar 1948 in London, England; † 6. Juli 2024) war eine britische Schauspielerin.

## Leben
Taylor hatte ihr Schauspieldebüt 1979 in einer Episode der Fernsehserie Crown Court. In den 1980er Jahren spielte sie hauptsächlich Theater in Glasgow. 1990 hatte sie einen ihrer seltenen Spielfilmauftritte in Hexen hexen neben Anjelica Huston und Rowan Atkinson. Nach einigen Gastauftritten in Serien wie Gerichtsmediziner Dr. Leo Dalton erhielt sie 1997 die Rolle der Irene in der Seifenoper EastEnders, die sie zwischen 1997 und 2000 in 245 Folgen spielte. Zwischen 2002 und 2008 war sie als Inspector Gina Gold in 289 Folgen der Krimiserie The Bill zu sehen.
Taylor war mit dem Schauspieler Peter Guinness verheiratet. Am 6. Juli starb Roberta Taylor im Alter von 76 Jahren.

## Filmografie (Auswahl)
- 1979: Crown Court
- 1987: Inspektor Morse, Mordkommission Oxford (Inspector Morse; Fernsehserie, 1 Folge)
- 1990: Hexen hexen (The Witches)
- 1991: Der Aufpasser (Minder; Fernsehserie, 2 Folgen)
- 1995: Polizeiarzt Dangerfield (Dangerfield; Fernsehserie, 1 Folge)
- 1997: Gerichtsmediziner Dr. Leo Dalton (Silent Witness; Fernsehserie, 2 Folgen)
- 1997–2000: EastEnders (Fernsehserie, 245 Folgen)
- 2002–2008: The Bill (Fernsehserie, 348 Folgen)
- 2013: Hooligans 3 – Never Back Down (Green Street 3: Never Back Down)
- 2017: Der Stern von Indien (Viceroy’s House)
- 2017: The Foreigner
- 2017: Casualty (Fernsehserie, 1 Folge)
- 2018–2020: Shakespeare & Hathaway – Private Investigators (Fernsehserie, 6 Folgen)
- 2019: Luther (Fernsehserie, 3 Folgen)